# باراد (گروه موسیقی)
باراد  یک گروه موسیقی راک ایرانی بود که در سال ۱۳۸۲ آلبومی به همین نام منتشر کرد که تلفیقی از موسیقی راک و موسیقی نواحی ایران است. گروه نزدیک دو سال پس از انتشار تنها آلبومشان منحل شد.

## تاریخچه
پویا محمودی خواننده و نوازنده گیتار، کسری سبکتکین نوازنده باس، آرش مقدم نوازنده درامز و آیدین نائینی نوازنده گیتار از یکسال پیش از انتشار آلبوم باراد در خانه آیدین نائینی جمع می‌شدند تا باهم همنوازی کنند.
حدود یک سال بعد کسری سبکتکین به‌طور اتفاقی از طریق دوستی با نشر هرمس ارتباط پیدا کرد. نشر هرمس پس از شنیدن نمونه‌کارهای گروه که تا آن موقع هنوز اسمی نداشت، برای انتشار موسیقی ایشان ابراز تمایل کرد و چندماه بعد آلبوم باراد منتشر شد. البته این گروه  تنها گروهی بود که توانست گیتار الکتریک  را ربع پرده کردند

## آلبوم‌ها
- باراد (۱۳۸۲، نشر هرمس)